# ギルデニア (小惑星)
ギルデニア (806 Gyldenia) は小惑星帯の小惑星である。ケーニッヒシュトゥール天文台でマックス・ヴォルフによって発見された。
スウェーデンの天文学者ヨハン・ギルデンに因んで命名された。